# Ambulyx montana
Espèce
Ambulyx montana est une espèce d'insectes lépidoptères de la famille des Sphingidae, sous-famille des Smerinthinae, tribu des Ambulycini, et du genre Ambulyx.

## Distribution
L'espèce se rencontre en Birmanie, en Thaïlande (topotype) et au Vietnam.

## Description
L’imago est similaire à Ambulyx semiplacida mais avec une plus grande taille, l'aile antérieure est plus allongée et d'un gris plus pâle. En outre, la tache sous-basale supérieure postérieure de la partie antérieure de la cellule est plus petite, la surface basale de la partie postérieure de l'aile postérieure est ombrée de gris au moins jusqu'à la ligne médiane et le long du bord interne du tornus.

## Systématique
L'espèce Ambulyx montana a été décrite en 1990 par les entomologistes français Jean-Marie Cadiou (d) et britannique Ian James Kitching (d).
La localité type est le parc national de Doi Inthanon dans la province de Chiang Mai en Thaïlande.

### Publication originale
- (en) J-M. Cadiou et I.J. Kitching, « New Sphingidae from Thailand (Lepidoptera) », Lambillionea, Belgique, vol. 90, no 4,‎ 1990, p. 3–34 (ISSN 0774-2819).